# Hikaru Shida
Hikaru Shida (志田 光?, Shida Hikaru; Kanagawa, 11 giugno 1988) è una wrestler e attrice giapponese.
Shida, sotto contratto per la All Elite Wrestling, dove ha detenuto tre volte l'AEW Women's World Championship. Precedentemente ha lavorato per Ice Ribbon dove è stata quattro volte International Ribbon Tag Team Champion, una volta ICE×60 Champion. Shida fa anche apparizioni regolari per Oz Academy e Pro Wrestling Wave.

### Ice Ribbon (2008–2014)

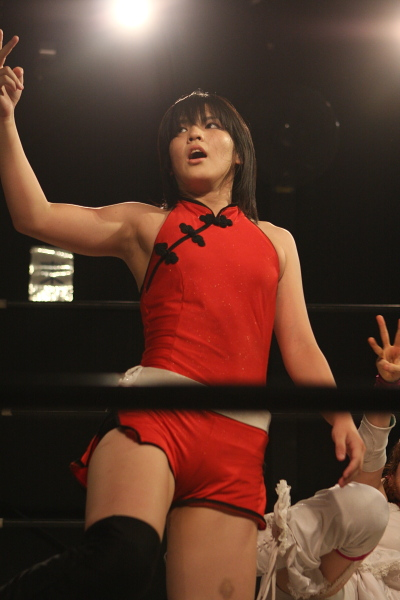
Shida nel luglio 2010

## Carriera nel wrestling

### All Elite Wrestling (2019-presente)

#### Rincorsa al titolo (2019-2020)
Il 25 maggio 2019, Hikaru Shida fa il suo debutto per la All Elite Wrestling (AEW) prendendo parte ad un Six Women Tag-Team match a Double or Nothing in coppia con Riho e Ryo Mizunami, dove hanno sconfitto Aja Kong, Emi Sakura e Yuka Sakazaki, stabilendosi quindi come face. Il 31 agosto, ad All Out, Hikaru è stata sconfitta da Riho in un match per determinare la sfidante di Nyla Rose valevole per il nuovo titolo femminile l'AEW Women's World Championship stabilito per il debutto televisivo di AEW Dynamite. Nella puntata di AEW Dynamite del 30 ottobre, Hikaru fa la sua prima apparizione nello show settimanale, battendo Shanna. Nella puntata di AEW Dark dell'8 novembre, Hikaru ha sconfitto Big Swole. Nella puntata di AEW Dynamite del 20 novembre, Hikaru ha sconfitto anche Britt Baker. Nella puntata di AEW Dynamite del 27 novembre, Hikaru e Kris Statlander sono state sconfitte da Bea Priestley ed Emi Sakura. Nella puntata di AEW Dynamite del 4 dicembre, Hikaru è stata sconfitta da Kris Statlander. Nella puntata di AEW Dynamite: Homecoming Edition del 1º gennaio 2020, Hikaru ha preso parte ad un Fatal 4-Way match che comprendeva Britt Baker, Nyla Rose e la campionessa Riho valevole per l'AEW Women's World Championship, dove la Riho difende con successo la cintura. Nella puntata di AEW Dynamite: Anniversary Edition dell'8 gennaio, Hikaru fa la sua apparizione insieme a Big Swole e Sonny Kiss per difendere Kris Statlander dai continui attacchi dei Nightmare Collective (Awesome Kong, Brandi Rhodes, Mel e Luthor), che hanno costato il match titolato della Statlander contro Riho, allontanando così la stable. Nella puntata di AWE Dynamite: Bash At The Beach del 15 gennaio, Hikaru e Kris Statlander hanno sconfitto Brandi Rhodes e Mel. Nella puntata di AEW Dark del 4 febbraio, Hikaru ha sconfitto Mel, nonostante le continue interferenze di Awesome Kong e Luthor, quando la Kong colpisce per sbaglio Mel con un kendo stick in testa. Nella puntata di AEW Dark dell'11 febbraio, Hikaru ha sconfitto Cassandra Golden. Nella puntata di AEW Dynamite del 26 febbraio, Hikaru prende parte ad un Fatal 4-Way match insieme a Big Swole, Shanna e Yuka Sakazaki, vincendo la contesa schienando la Swole. Nella puntata di AEW Dark del 10 marzo, Hikaru ha sconfitto Abadon. Nella puntata di AEW Dynamite dell'11 marzo, Hikaru e Kris Statlander sono state sconfitte da Bea Priestley e Nyla Rose. Nella puntata di AEW Dynamite del 18 marzo, Hikaru prende parte ad un Fatal 4-Way match insieme a Kris Statlander, Penelope Ford e Riho, vincendo la contesa schienando la Ford. Nella puntata di AEW Dynamite del 1º aprile, Hikaru ha sconfitto Anna Jayy; a fine match, ha un confronto con Britt Baker che sfocia quasi alle mani. Nella puntata di AEW Dynamite dell'8 aprile, Hikaru ha sconfitto Britt Baker. Nella puntata di AEW Dynamite del 6 maggio, Hikaru e Kris Statlander sono dietro le transenne durante il match della rientrante Nyla Rose, che sconfigge facilmente Kenzie Page in un match non titolato; nel post match, la Rose provoca la Shida e Kris mostrando la cintura e invitandole a salire sul ring. Nella puntata di AEW Dynamite del 13 maggio, Hikaru prende parte ad un Fatal 4-Way match insieme a Britt Baker, Kris Statlander e Penelope Ford, vincendo la contesa schienando la Ford, diventando la prima sfidante all'AEW Women's World Championship detenuto da Nyla Rose per Double or Nothing in un No Countout No Disqualification match; in seguito, viene intervistata nel backstage, ma la Rose la colpisce con un kendo stick sul capo. Nella puntata di AEW Dark del 19 maggio, Hikaru ha sconfitto Dani Jordyn. Nella puntata di AEW Dynamite del 20 maggio, Hikaru e Kris Statlander sono state sconfitte da Nyla Rose e Britt Baker; nel post match, la Shida schianta su un tavolo la Rose grazie all'aiuto della Statlander.

#### AEW Women's World Champion (2020-2021)

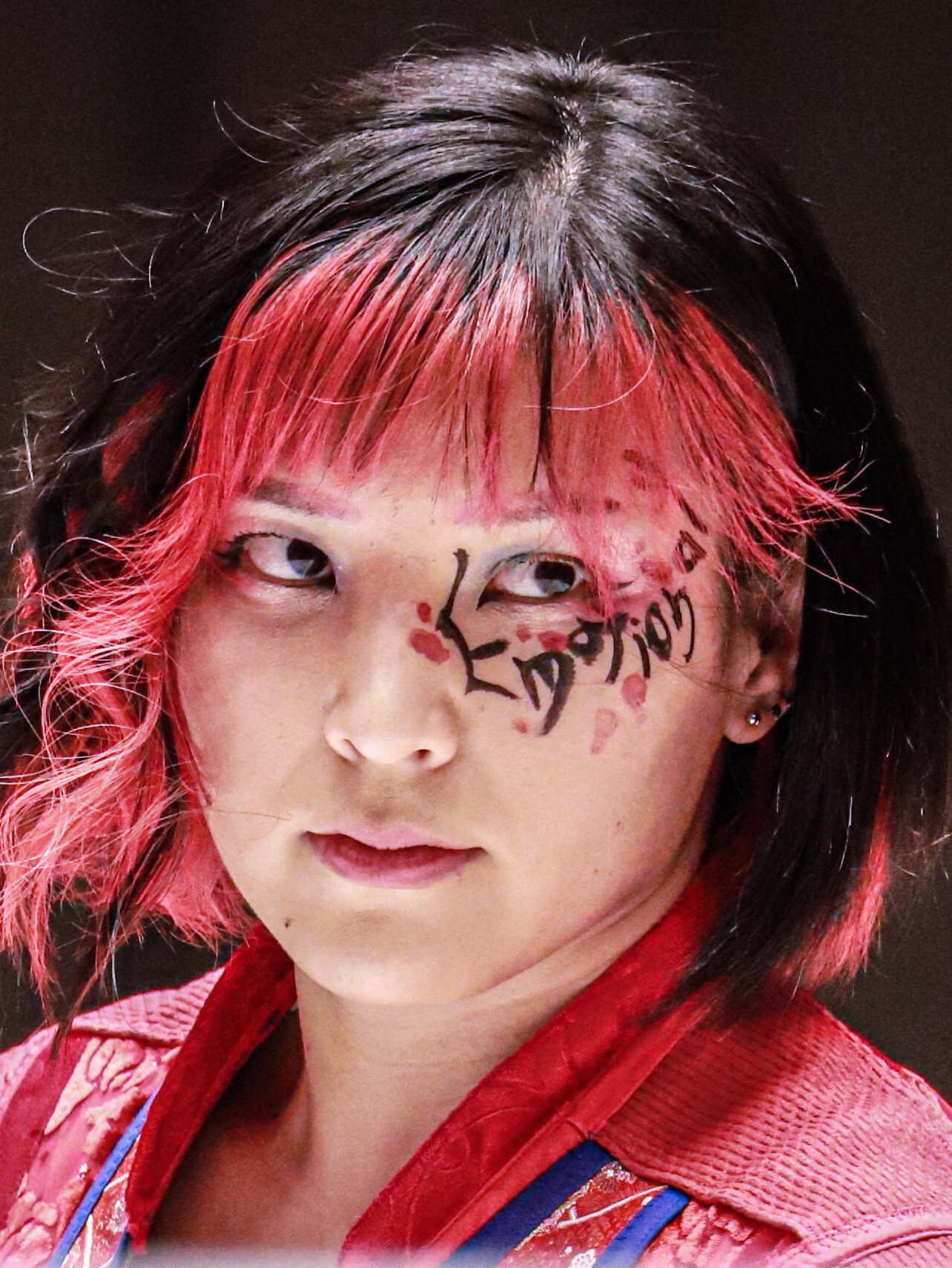
Hikaru Shida nel luglio 2022

Il 23 maggio, a Double or Nothing, Hikaru ha sfidato Nyla Rose in un No Countout No Disqualification match valevole per l'AEW Women's World Championship, conquistando il titolo per la prima volta. Nella puntata di AEW Dynamite del 27 maggio, Hikaru ha sconfitto Christi Jaynes in un match non titolato. Nella puntata di AEW Dynamite del 10 giugno, Hikaru e Kris Statlander sono state sconfitte da Nyla Rose e Penelope Ford, quando viene schienata dalla Ford dopo essere stata colpita con la cintura. Nella puntata di AEW Dynamite del 17 giugno, viene annunciato Hikaru difenderà il titolo all'assalto di Penelope Ford a Fyter Fest. Nella puntata di AEW Dynamite del 24 giugno, Hikaru fa il suo ingresso per il suo prossimo incontro, ma ha uno scontro con la sfidante Penelope Ford alle transenne, Penelope schiaffeggia la Shida che cerca di colpirla con un kendo stick, però l'arbitro la blocca e la incita a salire sul ring; dopo aver sconfitto in pochissimi secondi Red Velvet, corre verso Penelope e la attacca, dando inizio ad una rissa che coinvolge anche il magaer di Penelope, Kip Sabian, che Hikaru colpisce con un pugno, prima che le due vengano divise dagli altri lottatori presenti. Nella puntata di AEW Dynamite - Fyter Fest del 1º luglio, Hikaru ha difeso con successo il titolo contro Penelope Ford, nonostante l'intromissione di Kip Sabian, che era stato allontanato dal ring prima dell'inizio del match. Nella puntata di AEW Dynamite - Fight for the Fallen del 15 luglio, Hikaru viene intervistata nel backstage da Alex Marvez che le chiede se è pronta a dare a Nyla Rose un rematch titolato, la Shida dice di esserlo ma non per forza deve toccare a lei, chiunque può farsi avanti per sfidarla, però se la Rose pensa di essere abbastanza forte, di avere la passione e la determinazione che si faccia avanti, è qui che aspetta. Nella puntata di AEW Dark del 21 luglio, Hikaru ha sconfitto Raché Chanel in un match non titolato. Nella puntata di AEW Dynamite del 22 luglio, Hikaru assiste alla vittoria di Diamante contro Ivelisse, che diventa dunque la prima sfidante al titolo e otterrà la sua shot la settimana successiva. Nella puntata di AEW Dynamite del 29 luglio, Hikaru ha difeso con successo il titolo contro Diamante. Nella puntata di AEW Dynamite del 12 agosto, Hikaru ha sconfitto Heather Monroe in un match non titolato. Il 30 maggio a Double or Nothing, Britt Baker la sconfigge strappandole il titolo AEW Women's World Championship dopo 372 giorni, il più lungo regno da campionessa nella storia del titolo.

#### Varie faide (2021-presente)
Il 6 aprile 2022 a Dynamite partecipò all'Owen Hart Cup e sconfisse Julia Hart nel match di qualificazione. Il 13 maggio a Rampage, Tony Schiavone annunciò che Shida si era infortunata, era stata quaindi estromessa dal torneo e sostituita da Kris Statlander. Successivamente fu rivelato che Shida stava lavorando in Giappone durante lo svolgimento della competizione e non sarebbe potuta tornare in tempo negli Stati Uniti per partecipare al match successivo. Il 4 settembre all'evento All Out, Shida affrontò Britt Baker, Jamie Hayter e Toni Storm in un match per l'AEW Women's World Championship, ma fu sconfitta. A Holiday Bash sfidò senza successo Hayter per il titolo.
Il 29 luglio 2023 a Rampage sconfisse Nyla Rose per aggiudicarsi la possibilità di un match con in palio l'AEW Women's World Championship. Il 2 agosto a Dynamite sconfisse Toni Storm diventando campionessa per la seconda volta. Perse la cintura 25 giorni dopo in favore di Saraya al PPV All In nel corso di un four-way match che coinvolgeva anche Storm e Baker.

### Ritorno in Giappone (2022–presente)

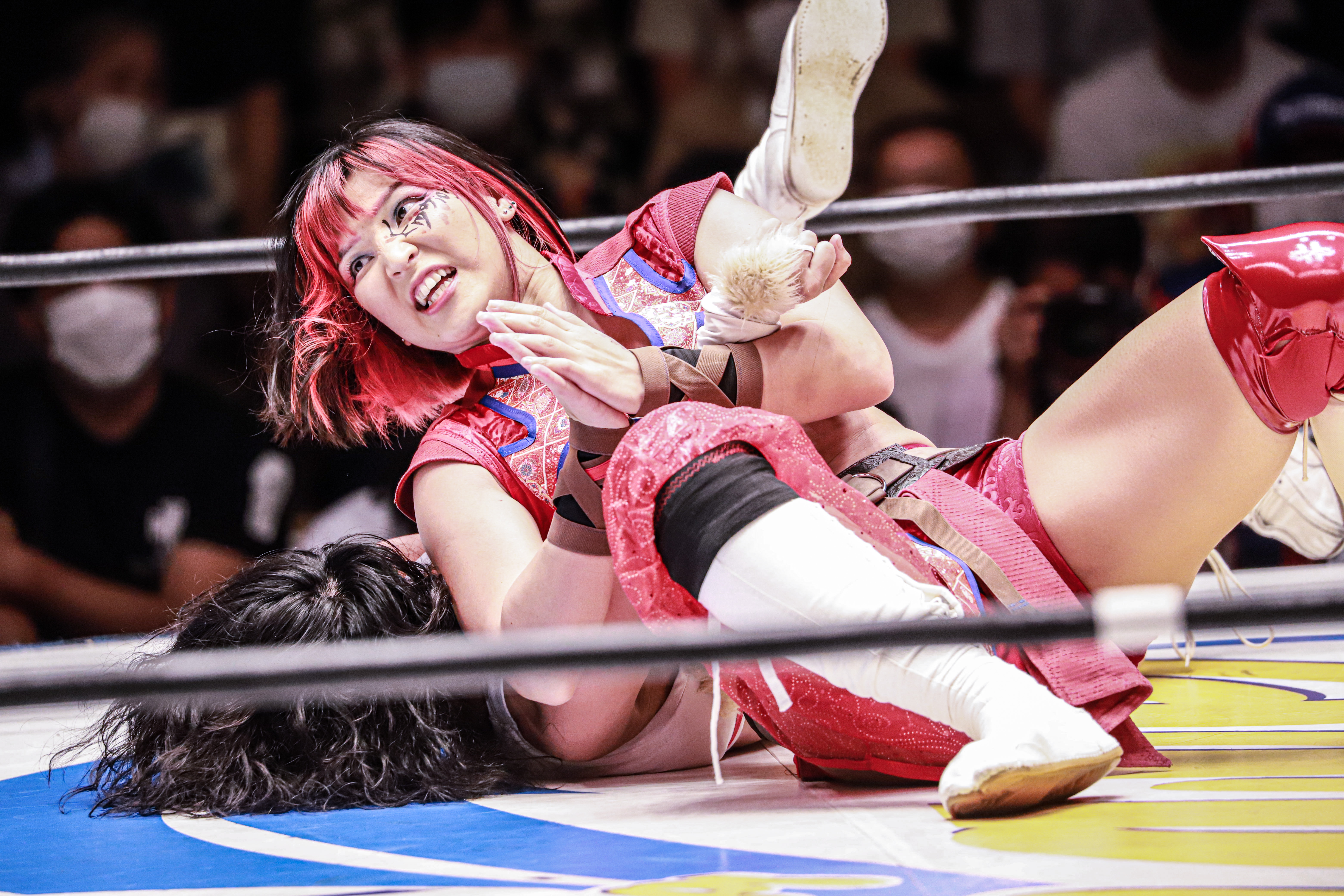
Shida applica una presa di sottomissione durante un match nel luglio 2022

L'11 febbraio 2022 la Tokyo Joshi Pro-Wrestling (TJPW) annunciò che Shida avrebbe debuttato il 19 marzo all'evento Grand Princess '22, sua prima apparizione sul ring in Giappone in oltre due anni e mezzo. Al PPV Shida sconfisse Hikari Noa. Il 14 agosto al 14th anniversary show della Pro Wrestling WAVE, sconfisse Suzu Suzuki conquistando il titolo Wave Single Championship per la seconda volta in carriera. Il 24 settembre, insieme a Ibuki Hoshi, sconfisse il team composto da Hamuko Hoshi e Makoto vincendo l'International Ribbon Tag Team Championship (quinta volta per Shida). Difese il Wave Single Championship anche in AEW, sconfiggendo The Bunny ed Emi Sakura.
Il 19 marzo 2023 Shida e Hoshi persero le cinture International Ribbon Tag Team Championship contro Hoshi e Makoto.

## Filmografia
- 2008: Nekonade (ネコナデ?)[18]
- 2009: Three Count (スリーカウント?, Surī Kaunto)[18]
- 2009: Robo Geisha (ロボゲイシャ?)[18]
- 2009: Heisei Tonpachi Yarō: Otoko wa Tsurada Yo (平成トンパチ野郎～男はツラだよ～?)[18]
- 2010: Mutant Girls Squad (戦闘少女 血の鉄仮面伝説?, Sentō Shōjo Chi no Tetsu Kamen Densetsu)[18]
- 2011: Crazy-Ism (クレイジズム?, Kureijizumu)[18]
- 2014: Taiyo Kara Plancha (太陽からプランチャ?, Taiyo Kara Purancha)[19][20]

## Televisione
- 2008–2009: Muscle Venus (マッスルビーナス?, Massuru Bīnasu)[18]
- 2009: Wrestle Arena (レッスルアリーナ?, Ressuru Arīna)[18]
- 2009: Gogo Tama (ごごたま?)[18]
- 2009: S-Arena[18]
- 2010: Maru Summers (マルさま～ず?, Maru Samaazu)[18]
- 2011: Muscle Girl! (マッスルガール!?, Massuru Gāru!)[18]
- 2011: Tensai TV-kun (天才てれびくん?, Tensai Terebikun)[18]
- 2012: Time Scoop Hunter (タイムスクープハンター?, Taimu Sukūpu Hantā)[18]

## Titoli e riconoscimenti
- All Elite Wrestling
  - AEW Women's World Championship (3)
- Ice Ribbon
  - ICE×60 Championship (1)
  - International Ribbon Tag Team Championship (5) – con Tsukasa Fujimoto (3), Maki Narumiya (1) e Ibuki Hoshi (1)
  - Double Crown Tag Championship Tournament (2012) – con Tsukasa Fujimoto
  - Gyakkyou Nine! (2011)
  - Ike! Ike! Ima, Ike! Ribbon Tag Tournament (2011) – con Tsukasa Fujimoto
- Oz Academy
  - Oz Academy Openweight Championship (1)
  - Oz Academy Tag Team Championship (2) – con Aja Kong (1) e Syuri (1)
- Pro Wrestling Illustrated
  - 62º nella lista delle migliori 100 lottatrici nella PWI Female 100 del 2019
- Pro Wrestling Wave
  - Wave Single Championship (2)
  - Wave Tag Team Championship (1) – con Yumi Ohka
  - Catch the Wave (2014)
  - Zan1 (2015)
- Reina X World / Reina Joshi Puroresu
  - Reina World Tag Team Championship (3) – con Tsukasa Fujimoto (2) e Syuri (1)
  - Reina World Tag Team Championship 1Day Tournament (2012) – con Tsukasa Fujimoto
- Revolution Championship Wrestling
  - RCW Women's Championship (1)
- Sendai Girls' Pro Wrestling
  - Sendai Girls World Tag Team Championship (1) – con Syuri